# Afroneutria
Genre
Afroneutria est un genre d'araignées aranéomorphes de la famille des Ctenidae.

## Distribution
Les espèces de ce genre se rencontrent en Afrique subsaharienne.

## Liste des espèces
Selon World Spider Catalog (version 24.5, 17/01/2024) :
- Afroneutria erythrochelis (Simon, 1877)
- Afroneutria hybrida Polotow & Jocqué, 2015
- Afroneutria immortalis (Arts, 1912)
- Afroneutria quadrimaculata Polotow & Jocqué, 2015
- Afroneutria tanga Polotow & Jocqué, 2016
- Afroneutria velox (Blackwall, 1865)

## Systématique et taxinomie
Ce genre a été décrit par Polotow et Jocqué en 2015 dans les Ctenidae.

## Publication originale
- Polotow & Jocqué, 2015 : Afroneutria, a new spider genus of Afrotropical Ctenidae (Arachnida, Araneae). European Journal of Taxonomy, vol. 121, p. 1-27 (texte intégral).